# Blue Sky
Blue Sky (conocida en español como Cielo azul y Las cosas que nunca mueren) es una película dramática estadounidense de 1994 y la última película dirigida por Tony Richardson. Con un guion de Rama Stagner, Arlene Sarner y Jerry Leichtling, es protagonizada por Jessica Lange, Tommy Lee Jones, Powers Boothe, Carrie Snodgress, Amy Locane y Chris O'Donnell. La banda sonora es de Jack Nitzsche.
Rodada en 1990 con fechas de producción desde el 14 de mayo de 1990 hasta el 16 de julio de 1990, la película no se completó en 1991, pero debido a la bancarrota de Orion Pictures, permaneció en el estante hasta 1994, tres años después de que Richardson falleciera el 14 de noviembre de 1991. A pesar de esto, ganó elogios de la crítica y Lange ganó el Premio Oscar de 1994 a la Mejor Actriz, junto con el Premio Globo de Oro y el premio de la Asociación de Críticos de Cine de Los Ángeles.

## Sinopsis
Presiones profesionales amenazan el matrimonio de un científico de la Armada y su liberal esposa a comienzos de los 60.

## Reparto
- Tommy Lee Jones como Hank Marshall.
- Jessica Lange como Carly Marshall.
- Powers Boothe como Vince Johnson.
- Carrie Snodgress como Vera Johnson.
- Amy Locane como Alex Marshall.
- Anna Klemp como Becky Marshall.
- Chris O'Donnell como Glenn Johnson.
- Mitchell Ryan como Ray Stevens.
- Dale Dye como Mike Anwalt.
- Timothy Scott como Ned Owens.
- Annie Ross como Lydia.
- Gary Bullock como Dr. Vankay
- Michael McClendon como Robert Jennings.
- Anthony Rene Jones como el piloto de helicóptero.

## Recepción

### Crítica
La película recibió críticas generalmente positivas. Tiene una calificación de aprobación del 78% en Rotten Tomatoes, basada en 23 revisiones, con una calificación promedio de 6.3 / 10.  Lange mereció el elogio de la crítica por su interpretación, y Entertainment Weekly la consideró «una interpretación feroz, valiente y cargada de sexualidad, una de las representaciones más convincentes que he visto de alguien cuyo comportamiento coquetea con la locura sin bastante cruzado en él». El Los Angeles Times también elogió su interpretación, calificándola de «llamativa» y haciendo hincapié en que Lange «te deja asombrado. La suya es una gran interpretación, probablemente la mejor».

### Reconocimiento
- Ganadora, Mejor Actriz, Premios Oscar (Jessica Lange)
- Ganadora, Mejor Actriz de Drama, Globo de Oro (Jessica Lange)
- Ganadora, Best Actress, Asociación de Críticos de Cine de Los Ángeles (Jessica Lange)
- Ganadora, Mejor Actriz extranjera, Premios Sant Jordi (Jessica Lange)
- Nominada, Mejor Actriz, Screen Actors Guild Awards (Jessica Lange)
- Nominada, Mejor Actriz, Chicago Film Critics Association (Jessica Lange)
- Finalista, Mejor Actriz, National Society of Film Critics (Jessica Lange)